# ソロカーバ
ソロカーバ（Sorocaba [so̞ɾo̞ˈkabɐ]）は、ブラジルのサンパウロ州の都市である。サンパウロ市の西96kmに位置する。人口は約68万人（2020年）。ソロカーバ工業団地は、南アメリカでエンジニアリング、製造、組立のもっとも重要な地域である。

## スポーツ
- アトレチコ・ソロカーバ - サッカークラブ

## 姉妹都市
- 無錫市、中国
- 南昌市、中国
- 安養市、大韓民国